# Агнаты
Агнаты (лат. agnati, agnatio) — в древнеримском праве вид родства, основанный не на кровном родстве, а на подчинении одному домовладыке.

## Древнеримское право
Агнатами назывались лица, соединённые воедино под покровом родительской власти или считавшиеся бы членами одного и того же союза, если б общий родоначальник находился ещё в живых. К агнатам принадлежал не только отец семейства (лат. pater familias) и дети, прижитые им в законном браке, но и дети сыновей этой семьи, жена отца семейства, невестка его, равно посторонние лица, принятые в семейство через усыновление. По древнему римскому праву на агнатстве основывались все права, вытекавшие из семейного союза, и, в частности, — право наследства. В том случае, когда сын или дочь известной семьи переходили в чужой дом, первый по усыновлению, а вторая —через замужество, они лишались покровительства старого (прежнего) главы семейства (pater familias) и всяких прав на участие в наследстве. Те же последствия влекла за собой потеря римского гражданства и утрата свободы.
Агнатом в Риме считался всякий свободный от родительской власти римский гражданин, даже если он не имел сыновей. Ульпиан по этому поводу писал: «Домовладыкой называется тот, которому принадлежит власть в семье, и правильно он так называется, хотя бы у него и не было сына».
Существовала также связь агнатства с древними римскими родами. Gentes (роды) были отдельные семейные группы, соединённые между собой родством через агнатство. У этих gentes велось общее жертвоприношение, право же наследства, за неимением агнатов, переходило к более отдалённым потомкам древних родов. По мере возрастания римского могущества прежние родовые установления стали терять своё существенное значение. В царствование императоров и агнатство всё более и более вытеснялось естественным родством, и прежнее право участия агнатов в наследстве по закону (лат. hereditas ab intestato) перенесено было императором Юстинианом на когнатов.